# Jörg Böhme
Jörg Böhme (Hohenmölsen, 22 de Janeiro de 1974) é um ex-futebolista e atualmente treinador de futebol alemão que atuava como meia.

## Carreira

### Clubes
Como profissional jogou pelo FC Carl Zeiss Jena, 1. FC Nürnberg, Eintracht Frankfurt, Munique 1860, Arminia Bielefeld, Schalke 04 e Borussia Mönchengladbach. Liberado pelo Mönchengladbach em maio de 2006, Böhme assinou um contrato de doze meses com o Arminia Bielefeld antes do começo da temporada 2006-2007. Ele continuou no Bielefeld por mais uma temporada, aposentando-se em 2008. Permaneceu como integrante da comissão técnica do Arminia (como auxiliar-técnico e treinador da base) até 2012, quando iniciou sua carreira de treinador principal no SC Herford, clube da sétima divisão alemã.
Em 2014, assumiu o comando do Energie Cottbus, onde também foi auxiliar-técnico no mesmo ano. Voltaria ao Schalke 04 em 2015, desta vez para ser auxiliar do time reserva. A última equipe treinada por Böhme foi o Steinhagen, outra equipe da sétima divisão.

### Seleção Alemã
Pela seleção alemã o meio-campista jogou 10 partidas e marcou um gol entre 2001 e 2003. Ele participou da Copa de 2002, onde a Alemanha foi vice-campeã, porém não disputou nenhum jogo.

## Títulos
Schalke
- Copa da Alemanha: 2001, 2002